# BBC Sessions (Renaissance)
BBC Sessions is een dubbelalbum van de Britse muziekgroep Renaissance. Het album, dat te plaatsen is in 1978, de laatste opname dateert van dat jaar, verscheen pas in 1999, maar toen bestond de band al lang niet meer. Alle contacten liepen kennelijk via Annie Haslam, want zij mocht het dankwoord aan de BBC en Wounded Bird Records richten. Het livealbum is bij die laatste firma niet meer te bestellen. Hier is Scheherazade voor de eerste keer te horen zonder symfonieorkest. De stem van Haslam veranderde gedurende die jaren opvallend weinig.

## Musici
- John Tout - toetsinstrumenten, zang
- Annie Haslam - zang
- Jon Camp - basgitaar, baspedalen, cello, zang
- Terence Sullivan - slagwerk, percussie, zang
- Michael Dunford - akoestische gitaar, elektrische gitaar, zang

## Composities

### Cd 1
1. Prologue (6:56) (23 maart 1976)
2. Vultures Fly High (2:52) (18 augustus 1978)
3. Midas Man (3:54) (18 augustus 1978)
4. Day Of The Dreamer (9:53) (18 augustus 1978)
5. Touching Once (10:15) (6 januari 1977)
6. Song Of Scheherazade (25:30) (23 maart 1976)

### Cd 2
1. Can You Hear Me (13:24) (6 januari 1977)
2. Ocean Gypsy (7:29) (6 januari 1977)
3. Carpet Of The Sun (3:36) (6 januari 1977)
4. Mother Russia (10:18) (6 januari 1977)
5. Running Hard (9:36) (6 januari 1977)
6. Ashes Are Burning (18:29) (8 mei 1975)

Studio: Renaissance (1969) · Illusion (1971) · Prologue (1972) · Ashes Are Burning (1973) · Turn of the Cards (1974) · Scheherazade and other stories (1975) · Novella (1977) · A Song for All Seasons (1978) · In the Beginning (1978) · Azure d'Or (1979) · Camera Camera (1981) · Time-Line (1983) · Tuscany (2000) · The Mystic and The Muse (ep) (2010) · Grandine il Vento (2012)
Annie Haslams Renaissance: Blessing in Disguise  (1994)
Michael Dunford's Renaissance: The Other Woman  (1994) · Ocean Gypsy (1997)
Live: Live at Carnegie Hall (1976) · Renaissance Live at the Royal Albert Hall (1977) · BBC Sessions (1999) · Day of the Dreamer (2000) · Renaissance Unplugged (2000) · In the Land of the Rising Sun (2002) · Dreams and Omens (2008) · Renaissance DeLane Lea Studios 1973 (2015) · A symphonic journey (2018)
Compilatie: Tales of 1001 Nights (Parts 1 and 2) (1990) · Da Capo (1995) · Songs from Renaissance Days (1997) · Live & Direct (2002)